# 7 главных желаний
«7 главных желаний» — российский комедийный фильм режиссёра Вадима Соколовского. Премьера фильма состоялась
5 декабря 2013 года.

## Сюжет
Мы мечтаем о многом, но чего же хотим на самом деле? Это предстоит узнать Маше, в руки которой в канун Нового года попала волшебная птичка, готовая исполнить её семь самых заветных желаний. Маша отправляется на поиски своей мечты и проходит через множество чудесных превращений, но принесёт ли счастье та жизнь, о которой она грезит? А может, настоящий принц совсем рядом?

## В ролях
| Актёр             | Роль               |
| ----------------- | ------------------ |
| Юлия Козырева     | Маша               |
| Антон Макарский   | Эдик               |
| Игорь Петренко    | Антон              |
| Ирина Пегова      | Света              |
| Екатерина Климова | фея                |
| Людмила Чурсина   | фея                |
| Наталья Суркова   | врач скорой помощи |
| Геннадий Смирнов  | начальник Маши     |

## Критика
На сайте-агрегаторе рецензий «Критиканство» рейтинг картины составляет 48 % на основе 6 рецензий русских изданий.
Евгений Ухов из веб-портала «Film.ru» заявил:

Голливуд борется с вторичностью своего продукта, выводя даже такие самоповторы на небывалый уровень драмы, поднимая масштабность постановки, технически совершенствуясь. «7 главных желаний», к сожалению, скорее шаг в противоположном направлении. Если что-то на этот Новый год и было сделано и выпущено в прокат без души, то это, пожалуй, именно «Желания». Цветик профукан.
Маргарита Аваньянц из журнала «Эксперт» отметила:

Новогодняя комедия «7 главных желаний» не заменит «Иронию судьбы», но настроит на праздник и расскажет о правильных мечтах.
Светлана Степнова из веб-журнала «Рускино» заявила:

Если бы я получила в подарок волшебного павлина, то непременно использовала бы одно из его чудесных перьев для того, чтобы пожелать российским кинематографистам никогда больше не снимать киноленты, в которых нарушены все до единого жанровые правила.
Ольга Кузнецова из газеты «Собеседник» нашла 5 причин посмотреть фильм «7 главных желаний»:
1. «7 главных желаний» — это добрая и лёгкая комедия о чуде и о любви
2. Любимые актёры
3. Оценить творческий дуэт Игоря Петренко и его супруги Екатерины Климовой
4. Девушкам стоит посмотреть на себя со стороны
5. Просто посмеяться